# Подвеськ
Подвеськ (пол. Podwiesk, нім. Podwitz) — село в Польщі, у гміні Хелмно Хелмінського повіту Куявсько-Поморського воєводства.
Населення — 347 осіб (2011).
У 1975-1998 роках село належало до Торунського воєводства.

## Демографія
Демографічна структура станом на 31 березня 2011 року:
|          | Загалом | Допрацездатний вік | Працездатний вік | Постпрацездатний вік |
| -------- | ------- | ------------------ | ---------------- | -------------------- |
| Чоловіки | 186     | 49                 | 127              | 10                   |
| Жінки    | 161     | 33                 | 100              | 28                   |
| Разом    | 347     | 82                 | 227              | 38                   |